# To Ngoc Van
Tô Ngọc Vân (également connu sous le nom de Tô Tử ) est un peintre vietnamien, né le 15 décembre 1906 et mort le 17 juin 1954. Plusieurs de ses peintures sont exposées au musée des Beaux-Arts du Viêt Nam,.

## Vie et carrière
Ngọc Vân est né le 15 décembre 1906 (bien que certaines sources ne mentionnent que l'année 1906) dans le village de Xuan Cau, district de Van Giang, dans la province de Hưng Yên.
Né dans une famille pauvre, il met un terme à sa scolarité en troisième année de lycée pour réaliser son rêve de devenir artiste.
En 1926, il réussit l'examen d'entrée à l'école des beaux-arts du Viêt Nam et intègre la première promotion de l'école. Il obtient son diplôme deux ans plus tard.
Ngọc Vân peint de nombreux lieux de l'ancienne Indochine et de la péninsule dans ses œuvres, dont Bangkok, Huế et Phnom Penh. Il est également écrivain et critique d'art dans la presse spécialisée. Il coopère avec les journaux vietnamiens Phong Hóa và Ngày Nay et Thanh Nghị.

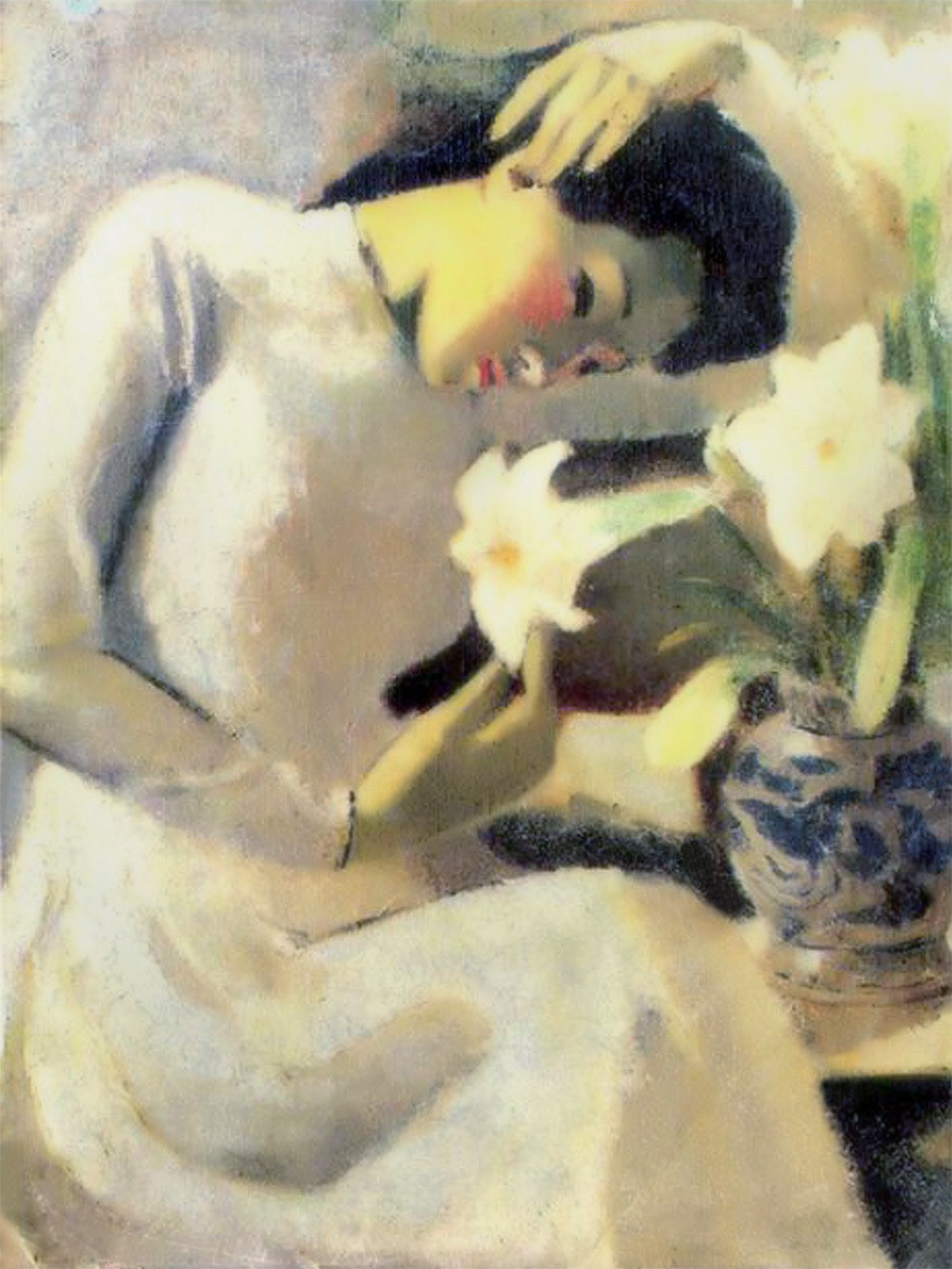
Fille avec fleur.

Il est enseignant au sein de la promotion de résistance des Beaux-Arts, à Hanoï dans la zone nord pendant la guerre avec la France.
Il meurt des suites des blessures reçues lors de la Bataille de Diên Biên Phu. Il a compté parmi les premiers lauréats du prix Ho Chi Minh en 1996.
To Ngoc Van est professeur de peinture à l'école Bưởi, professeur à l'école des beaux-arts de l'Indochine et il est devenu directeur de l'école d'art Việt Bắc. Il a exercé une influence considérable sur toute une génération d'artistes au Viêt Nam.
Vân a contribué aux publications du groupe Tự Lực văn đoàn (« groupe littéraire auto-renforcé ») en proposant des dessins humoristiques sur l'actualité, les questions sociales et la vie quotidienne.

## Hommage
Le cratère To Ngoc Van sur Mercure a été nommé en son honneur.